# Lijst van beelden in Alphen aan den Rijn
Dit is een (onvolledige) chronologische lijst van beelden in Alphen aan den Rijn. Onder een beeld wordt hier verstaan elk driedimensionaal kunstwerk in de openbare ruimte van de Nederlandse gemeente Alphen aan den Rijn, waarbij beeld wordt gebruikt als verzamelbegrip voor sculpturen, standbeelden, installaties, gedenktekens en overige beeldhouwwerken.

## Aarlanderveen
| Geplaatst | Omschrijving           | Kunstenaar     | Straat      | Plaats        | Materiaal   | Afbeelding |
| --------- | ---------------------- | -------------- | ----------- | ------------- | ----------- | ---------- |
| 1925      | Heilig Hartbeeld       | onbekend       | Noordeinde  | Aarlanderveen | natuursteen |            |
| 1955      | Verzetsmonument        | Ad Slinger     | Dorpsstraat | Aarlanderveen | natuursteen |            |
| 1978      | Spelende jonge paarden | Frank Letterie | Dorpsstraat | Aarlanderveen | brons       |            |
| ?         | Lezende kindertjes     | Els van Foeken | Noordeinde  | Aarlanderveen | brons       |            |

## Alphen aan den Rijn
| Geplaatst | Omschrijving                                                                     | Kunstenaar                                | Straat                                            | Plaats              | Materiaal                           | Afbeelding |  |
| --------- | -------------------------------------------------------------------------------- | ----------------------------------------- | ------------------------------------------------- | ------------------- | ----------------------------------- | ---------- |  |
| 1935      | Zitbank - Ds. A.W. Voors                                                         |                                           | Cornelis Geellaan (Rijnstroom bij de vijver)      | Alphen aan den Rijn | beton, steen                        |            |  |
| 1938      | Reliëfs ingang Oosterbegraafplaats                                               | onbekend                                  | Verlengde Aarkade 22, (Oosterbegraafplaats)       | Alphen aan den Rijn | steen en baksteen                   |            |  |
| 1947      | monument voor Zacharias de Korte                                                 | Wim Harzing                               | Paradijslaan                                      | Alphen aan den Rijn | keramiek                            |            |  |
| 1949      | Verzetsmonument                                                                  | Oswald Wenckebach                         | Burg. Visserpark                                  | Alphen aan den Rijn | natuursteen                         |            |  |
| 1951      | Reliëf wassen 4x                                                                 | Sonja Meyer                               | Cantharel 10 (Zwembad Aquarijn)                   | Alphen aan den Rijn | brons                               |            |  |
| 1959      | Baksteenmozaïek vogels                                                           | onbekend                                  | Willem de Zwijgerlaan 101, (voorm. Salvatorikerk) | Alphen a.d. Rijn    | baksteen                            |            |  |
| 1963      | De ontmoeting                                                                    | Jaak Kreijkamp                            | Chinapark                                         | Alphen a.d. Rijn    | zandsteen                           |            |  |
| 1969      | Drie meisjes (gevelornament)                                                     | Frans Spuijbroek                          | Ambonstraat 1 (MBO Rijnland)                      | Aarlanderveen       | keramiek De Porceleyne Fles (Delft) |            |  |
| 1969      | Baksteenreliëf Christelijke symbolen                                             |                                           | Prinses Marijkestraat 69, (Opstandingskerk)       | Alphen a.d. Rijn    | baksteen                            |            |  |
| 1971      | Zonder titel                                                                     | Jan Goeding                               | Dillenburg 4, sportzaal DOS                       | Alphen a.d. Rijn    | keramiek                            |            |  |
| 1971      | Skippy                                                                           | Robert Pleysier                           | 's Molenaarsweg                                   | Alphen aan den Rijn |                                     |            |  |
| 1974      | Zonder titel of 'bevrijdingsfontein'                                             | P.W. Verbeek                              | Meteoorlaan                                       | Alphen aan den Rijn |                                     |            |  |
| 1975      | Bladgroei II                                                                     | Frits Drayer                              | Prins Bernhardlaan/ Havenstraat                   | Alphen a.d. Rijn    | brons                               |            |  |
| 1976      | Fluitspeler                                                                      | Jits Bakker                               | Wielingen                                         | Alphen a.d. Rijn    |                                     |            |  |
| 1978      | Moeder met kind                                                                  | Theo van der Nahmer                       | Anne Frankkade bij 13                             | Alphen aan den Rijn |                                     |            |  |
| 1981      | Cellospeler                                                                      | Paulus Reinhard                           | Serenadestraat                                    | Alphen aan den Rijn |                                     |            |  |
| 1981      | Liggende torso                                                                   | Fred Carasso                              | Hoflaan                                           | Alphen aan den Rijn | brons                               |            |  |
| 1981      | zonder titel                                                                     | Cyril Lixenberg                           | Park Rijnstroom Cornelis Geellaan bij 2           | Alphen aan den Rijn | cortenstaal                         |            |  |
| 1981      | Danseres                                                                         | Piet van Heerden                          | Alida de Jongstraat bij 49                        | Alphen aan den Rijn |                                     |            |  |
| 1981      | Paardje                                                                          | Piet van Heerden                          | Carmenplein / Chopinsingel                        | Alphen a.d. Rijn    |                                     |            |  |
| 1981      | Archeologische oervorm                                                           | Paulus Miedema                            | Castellumstraat t.o. stadhuis                     | Alphen a.d. Rijn    | zandsteen                           |            |  |
| 1981      | Barmhartigheid                                                                   | Charles Dumernit                          | Groenoord/ Oudshoornseweg                         | Alphen a.d. Rijn    |                                     |            |  |
| 1981      | Staande vrouw                                                                    | Piet van Heerden                          | Schelfhorst                                       | Alphen a.d. Rijn    |                                     |            |  |
| 1981      | Haan                                                                             | Jos van Riemsdijk                         | Lupinesingel                                      | Alphen a.d. Rijn    | brons                               |            |  |
| 1982      | Stenen boek                                                                      | Kubach-Wilmsen                            | Aarkade                                           | Alphen aan den Rijn | steen                               |            |  |
| 1985      | Ballend meisje                                                                   | Theo van der Nahmer                       | Weidepad / Polderpeil                             | Alphen a.d. Rijn    | brons                               |            |  |
| 1986      | Stier                                                                            | Pieter d' Hont                            | Prins Bernhardlaan/ Hoflaan                       | Alphen aan den Rijn | brons                               |            |  |
| 1987      | Ontmoeting                                                                       | Bert Kiewiet                              | Van Boetzelaerstraat                              | Alphen aan den Rijn | brons                               |            |  |
| 1988      | De criticus                                                                      | Gabriël Sterk                             | Herenhof                                          | Alphen aan den Rijn |                                     |            |  |
| 1988      | Wachter                                                                          | Hans van Eerd                             | St. Jorisstraat                                   | Alphen a.d. Rijn    |                                     |            |  |
| 1988      | Masaivrouw                                                                       | Jos van Riemsdijk                         | Groenoord                                         | Alphen aan den Rijn | brons                               |            |  |
| 1988      | Zittende vrouw                                                                   | Karin Beek                                | Park Rijnstroom / Cornelis Geellaan bij 2         | Alphen aan den Rijn | brons                               |            |  |
| 1988      | Wachter                                                                          | Eric Claus                                | Poortwachter                                      | Alphen a.d. Rijn    |                                     |            |  |
| 1988      | Nils Holgerson                                                                   | Teus van den Berg-Been                    | Aarkade t.o. nr.80                                | Alphen a.d. Rijn    |                                     |            |  |
| 1988      | Rendez-vous                                                                      | Jos van Vreeswijk                         | Raadhuisstraat / Park Rijnstroom                  | Alphen a.d. Rijn    | dollemiet steen                     |            |  |
| 1989      | De leeuw en de tijger                                                            | Marinus Boezem                            | Paradijslaan/ Castellumstraat                     | Alphen aan den Rijn | brons                               |            |  |
| 1990      | Joodse Alphense Vervolgingsslachtoffers                                          | Dick Elffers                              | Laan der Continenten                              | Alphen aan den Rijn | graniet                             |            |  |
| 1991      | Duik                                                                             | Jet Schepp                                | Jan van Henegouwenstraat                          | Alphen aan den Rijn | brons                               |            |  |
| 1991      | Zonder titel (2 gevelornamenten)                                                 | Nic Bezemer                               | Vlietstroom en Stortemelk (kopgevel galerijflats) | Alphen aan den Rijn | resoplan, eternietstaal             |            |  |
| 1992      | A dark limousine exit                                                            | Ernst Hazenbroek                          | Rotonde Wallenbergplein                           | Alphen aan den Rijn | staal                               |            |  |
| 1992      | Draaiende compositie                                                             | Marco Goldenbeld                          | Klipper                                           | Alphen aan den Rijn | RVS                                 |            |  |
| 1992      | Vrouw op stoeltje                                                                | Wilna Haffmans                            | Celebesstraat                                     | Alphen aan den Rijn |                                     |            |  |
| 1992      | Geluid van de stilte                                                             | Rien Antonissen                           | Burg. Visserpark                                  | Alphen a.d. Rijn    | brons                               |            |  |
| 1994      | Prometheus of Fuoco Greco                                                        | Theo ten Have                             | Oranje-Nassausingel / Paltrokmolen                | Alphen aan den Rijn |                                     |            |  |
| 1995      | Zuil met mannetje, Geverfd brons                                                 | Steef Roothaan                            | Haringvliet                                       | Alphen a.d. Rijn    |                                     |            |  |
| 1996      | Hoorn des tijds                                                                  | Frits Garenfeld                           | De Bijlen                                         | Alphen a.d. Rijn    | RVS en hout                         |            |  |
| 1997      | Indië-monument                                                                   | onbekend                                  | Hazeveld                                          | Alphen aan den Rijn | graniet                             |            |  |
| 1998      | Conditio sine qua non (voorwaarden)                                              | Robbert van der Horst                     | Noorderkeerkring / Aziëlaan (rotonde)             | Alphen aan den Rijn | polyester en metaal                 |            |  |
| 1998      | Aquazuil                                                                         | Loek Bos                                  | Waterkade & De Schans / Westgouweweg              | Alphen aan den Rijn |                                     |            |  |
| 2000      | Balance (silhouet van een mannetje)                                              | Hubert von der Goltz                      | Polderpeil                                        | Alphen aan den Rijn | aluminium en staal                  |            |  |
| 2001      | Schoenen                                                                         | Simone Ten Bosch                          | Mandenvlechter / Marketentster                    | Alphen aan den Rijn |                                     |            |  |
| 2001      | Noche Serena (glas/ raamkunst)                                                   | Loes Heebink                              | Castellumstraat 1, (CBK-gebouw)                   | Alphen aan den Rijn |                                     |            |  |
| 2001      | Marc groet 's morgens de dingen (gebaseerd op het gedicht van Paul van Ostaijen) | Hans Kuyper                               | Boliviastraat                                     | Alphen aan den Rijn | beton, steen en keramiek            |            |  |
| 2001      | Marc groet 's morgens de dingen (2, beeldengroep)                                | Hans Kuyper                               | Boliviastraat                                     | Alphen a.d. Rijn    |                                     |            |  |
| 2002      | Muurreliëf                                                                       | onbekend                                  | Parelstraat/ Topaasplantsoen                      | Alphen a.d. Rijn    | staal                               |            |  |
| 2002      | De ster van Alphen                                                               | Marcel Sminck                             | Paddestoelweg/ Dijkslootpad                       | Alphen a.d. Rijn    |                                     |            |  |
| 2002      | Eiland van palmbomen                                                             | Roel Crul                                 | Verlengde Marnixstraat, Park Rijnstroom           | Alphen aan den Rijn |                                     |            |  |
| 2003      | Opus 29 Daedalus of Icarus                                                       | Gerard Lentink                            | Hal Stadskantoor                                  | Alphen a.d. Rijn    | hout en touw                        |            |  |
| 2003      | De tol                                                                           | Frits Garenfeld                           | Laan der Continenten                              | Alphen a.d. Rijn    | hout en ijzer                       |            |  |
| 2003      | Paso Doble                                                                       | Marjolein Mandersloot                     | Beeldentuin CBK Castellumstraat                   | Alphen a.d. Rijn    | hout en aluminium                   |            |  |
| 2004      | Kleurrijk bouwen                                                                 | Petra Jobse                               | St. Jorisstraat (fietsenstalling)                 | Alphen a.d. Rijn    | Gipsblokken beschilderd             |            |  |
| 2004      | Cleopatra                                                                        | Gerald van der Kaap                       | Theater Castellum (gevel Rijnzijde)               | Alphen a.d. Rijn    | fotoprint                           |            |  |
| 2004      | Kindervlinder                                                                    | onbekend                                  | Verlengde Aarkade 22, (Oosterbegraafplaats)       | Alphen a.d. Rijn    |                                     |            |  |
| 2005      | Romeinse figuren op Palazzo (10 beelden) (Vondsten op het dak)                   | Mirjam Bakker                             | Rijnplein / Pieter Doelmanstraat                  | Alphen aan den Rijn | massief staalplaat 12 cm dik        |            |  |
| 2006      | drie Romeinse munten                                                             | Jan van Ipenburg                          | Rijnplein (in het plaveisel)                      | Alphen aan den Rijn |                                     |            |  |
| 2006      | Zonder titel                                                                     | Titus Nolte                               | Rijnplein aan het water                           | Alphen aan den Rijn | tekst uitgehouwen in hardsteen      |            |  |
| 2006      | Romeinse portretten (40 gevelornamenten)                                         | Titus Nolte                               | Sint Jorisstraat - Fossapad e.o.                  | Alphen aan den Rijn | metaal                              |            |  |
| 2007      | De zon en zijn schaduw                                                           | Hans Rikken                               | Frankengaarde                                     | Alphen a.d. Rijn    | aluminium                           |            |  |
| 2010      | Tunnelwand                                                                       | Sabine Zwikker                            | De Verbinding                                     | Alphen aan den Rijn | geglazuurde tegels                  |            |  |
| 2010      | De Fietsappel                                                                    | multidisciplinair bureau KuiperCompagnons | Stationsplein                                     | Alphen aan den Rijn |                                     |            |  |
| 2010      | De Verbinding (tegelwand)                                                        | Sabine Zwikker                            | De Verbinding                                     | Alphen aan den Rijn | keramiek                            |            |  |
| 2011      | Verhaalpaal                                                                      | Frits Garenveld                           | Park Zegersloot                                   | Alphen aan den Rijn | hout                                |            |  |
| 2015      | Legionair Julius Albanicus                                                       | Teunissen)                                | Geluidswal N11 (Polderpad - Kreekrugpad)          | Alphen aan den Rijn | staal                               |            |  |
| 2015      | Molensteen (drie elementen)                                                      |                                           | Steekterweg / Hefbrug                             | Alphen aan den Rijn | steen                               |            |  |
| 2017      | Legionair (rotondekunst)                                                         | Archi-tech, Rijnstaal B.V.                | Goudse Schouw / Archeonlaan                       | Alphen aan den Rijn | staal                               |            |  |
| 2022      | Cananefaat Rufinus                                                               | Marlène van Gessel                        | Swaenswijkbrug / Swaenswijkplaats                 | Alphen aan den Rijn | cortenstaal                         |            |  |
| 2023      | Maquette van het Romeinse grensfort dat langs de Oude Rijn heeft gestaan         | Marc van der Aa                           | Rijnplein                                         | Alphen aan de Rijn  | brons                               |            |  |
|           | De Slang                                                                         | Gunnar Daan                               | Rijnplein, theater, waterzijde                    | Alphen a.d. Rijn    |                                     |            |  |
|           | Kind aan tafel                                                                   | Heleen Levano                             | Houtzwam                                          | Alphen a.d. Rijn    |                                     |            |  |
|           | Spelende kinderen                                                                | Harry Boley                               | Windjammer                                        | Alphen a.d. Rijn    |                                     |            |  |
|           | Winkelend publiek, wandplastiek                                                  | onbekend                                  | Pieter Doelmanstraat 20. (Van Uffelen mode)       | Alphen a.d. Rijn    |                                     |            |  |
|           | Social Sofa                                                                      |                                           | Toussaintplein                                    | Alphen a.d. Rijn    |                                     |            |  |
|           | Koepel Sint Joseph                                                               |                                           | Hoflaan 3 (tuin, Woonservicecentrum St. Joseph)   | Alphen a.d. Rijn    |                                     |            |  |

## Benthuizen
| Geplaatst | Omschrijving      | Kunstenaar        | Straat                                              | Plaats     | Materiaal      | Afbeelding |
| --------- | ----------------- | ----------------- | --------------------------------------------------- | ---------- | -------------- | ---------- |
| 1954      | Reliëf Benthuizen | Cor van Kralingen | Secretaris Runsinkbrink 1, (voormalig Gemeentehuis) | Benthuizen | steen          |            |
| 1974      | Ploeg             | Toon Hendriksen   | Doctor Albert Schweitzerlaan bij 20                 | Benthuizen | staal          |            |
| 1987      | Dier              |                   | Beatrixstraat/ Julianastraat                        | Benthuizen |                |            |
| 1987      | Kikker            |                   | Beelaertspark                                       | Benthuizen |                |            |
| 2001      | Indië monument    |                   | Begraafplaats Vrederust                             | Benthuizen | graniet        |            |
| 2015      | Social Sofa       |                   | Dreef                                               | Benthuizen | beton, mozaïek |            |

## Boskoop
| Geplaatst | Omschrijving                                  | Kunstenaar                         | Straat                                                         | Plaats  | Materiaal        | Afbeelding |
| --------- | --------------------------------------------- | ---------------------------------- | -------------------------------------------------------------- | ------- | ---------------- | ---------- |
| 1929      | twee vrouwfiguren                             | Louis van der Noordaa              | Raadhuisplein 1 (Raadhuis)                                     | Boskoop |                  |            |
| 1935      | J.H. van Straaten van Nes (plaquette)         | Holland metaalgieterij             | J.H. van Straaten van Nesplantsoen                             | Boskoop |                  |            |
| 1940?     | Bij                                           | Goedewaagen                        | Dorpsstraat 14                                                 | Boskoop | keramiek         |            |
| 1952      | Arbeider met elektriciteitskabel (gevelsteen) | onbekend                           | Gouwestraat 2, (KPN Wijkcentrale)                              | Boskoop |                  |            |
| 1958      | Douw Snijderbank                              | T. Klazinga                        | Julianaplein                                                   | Boskoop | baksteen en hout |            |
| 1958      | Gait (origineel)                              | Tom Ordódy                         | Reijerskoop 54, Boomkwekerijmuseum                             | Boskoop | beton            |            |
| 1963      | Monument voor tuingereedschap                 | Toon Hendriksen                    | Reijerskoop                                                    | Boskoop | metaal           |            |
| 1989      | De Verbeelding                                | Bas van Leeuwen                    | Parklaan (sinds 1994)                                          | Boskoop | staal            |            |
| 1999      | Gait (rotondekunst)                           | Tom Ordódy en Josiah Onodome Onemu | Zijde / Noordeinde                                             | Boskoop | brons            |            |
| 2001      | 2 watervogels boven de Gouwe                  | Maaike Feih en Linda Dijkstra      | Den Ham                                                        | Boskoop | Metaal en glas   |            |
| 2002      | Oesters en parels                             |                                    | Rijneveld / Spoelwijkschedijk                                  | Boskoop | staal            |            |
| 2006      | Levend Water                                  | Wim Verwoerd                       | A.P. van Neslaan 52A, (R.K. kerk St. Johannes de Doper)        | Boskoop | steen            |            |
| 2018      | Vlinders                                      | Thomas Weijenberg                  | Den Ham                                                        | Boskoop | hout             |            |
| ?         | Engel                                         | Els de Jong en Marijke Ameling     | Sint Janshof (Oude RK Begraafplaats Parochie St. Jan de Doper) | Boskoop | steen            |            |
| ?         | Winkelend publiek                             | Toon Hendriksen                    | Linnaeusweg - nu in speeltuin de Grufhof                       | Boskoop | beton            |            |

## Hazerswoude-Dorp
| Geplaatst | Omschrijving                 | Kunstenaar    | Straat                                    | Plaats           | Materiaal | Afbeelding |
| --------- | ---------------------------- | ------------- | ----------------------------------------- | ---------------- | --------- | ---------- |
| 2001      | Plaquette voor vrijwilligers | Wim Fok       | Dorpsstraat 250 (Dorpshuis)               | Hazerswoude-Dorp |           |            |
| 2014      | Social Sofa                  |               | Dorpsstraat / Ambachtsplein               | Hazerswoude-Dorp |           |            |
|           | Engelbewaarders              |               | Dorpstraat 248 (H.H. Engelbewaarderskerk) | Hazerswoude-Dorp |           |            |
|           | De twee gezichten            | Harm de Grijs | Frans Halsstraat / Gerard Doustraat       | Hazerswoude-Dorp | staal     |            |

## Hazerswoude-Rijndijk
| Geplaatst | Omschrijving                    | Kunstenaar        | Straat                           | Plaats               | Materiaal    | Afbeelding |
| --------- | ------------------------------- | ----------------- | -------------------------------- | -------------------- | ------------ | ---------- |
| 1964      | Oorlogsmonument                 | M. Noordam        | Bilderdijklaan                   | Hazerswoude-Rijndijk | beton, steen |            |
| 1991      | Obelisk                         | Jackie Bouw       | Groenestein / Rijndijk           | Hazerswoude-Rijndijk |              |            |
| 1998      | Zwarte sternen (watersculptuur) | Hans Mes          | Spookverlaat / Oostvaartpad      | Hazerswoude-Rijndijk | staal        |            |
| 1998-2005 | Grasmussen                      | Hans Mes          | Groenedijksepad / Barrepad (N11) | Hazerswoude-Rijndijk | staal        |            |
| 2001      | Plaquette voor vrijwilligers    | Kim Vok           | Rhijnenburcherlaan 1a            | Hazerswoude-Rijndijk |              |            |
| 2013      | Het Kantelpunt                  | Yvonne Versteegen | Rijndijk-Da Costasingel          | Hazerswoude-Rijndijk |              |            |
| 2016      | Social Sofa                     |                   | Da Costasingel bij nr 25         | Hazerswoude-Rijndijk |              |            |
| 2014      | Social Sofa                     |                   | Rijndijk 92                      | Hazerswoude-Rijndijk |              |            |
|           | De cirkel rood (gevelornament)  |                   | Sweelincklaan (De Cirkel)        | Hazerswoude-Rijndijk |              |            |
|           | De cirkel geel/blauw            |                   | Sweelincklaan (De Cirkel)        | Hazerswoude-Rijndijk |              |            |
|           | Mummie                          | Nel van Lith      | Corellistraat / Sweelincklaan    | Hazerswoude-Rijndijk |              |            |

## Koudekerk aan den Rijn
| Geplaatst | Omschrijving                 | Kunstenaar | Straat                       | Plaats                 | Materiaal        | Afbeelding |
| --------- | ---------------------------- | ---------- | ---------------------------- | ---------------------- | ---------------- | ---------- |
| 2001      | Plaquette voor vrijwilligers | Kim Fok    | Kerklaan (Ridderhof)         | Koudekerk aan den Rijn |                  |            |
| 2014      | Social Sofa                  | Kim Fok    | Prins Bernhardstraat bij 50  | Koudekerk aan den Rijn | beton en mozaïek |            |
| ?         | ?                            | ?          | Hoogewaard 9 (begraafplaats) | Koudekerk aan den Rijn |                  |            |

## Zwammerdam
| Geplaatst | Omschrijving                  | Kunstenaar     | Straat                                               | Plaats     | Materiaal       | Afbeelding |
| --------- | ----------------------------- | -------------- | ---------------------------------------------------- | ---------- | --------------- | ---------- |
| 1946      | Verzetsmonument (gedenknaald) | onbekend       | Spoorlaan                                            | Zwammerdam | hardsteen       |            |
| 1985?     | Rups?                         | onbekend       | Middenweg (Hooge Burch)                              | Zwammerdam | steen en metaal |            |
| 2005      | Lammetjespad, 12 Lammetjes    | Anne Hilderink | Spoorlaan, (Hooge Burch en Begraafplaats Buitendorp) | Zwammerdam | brons en steen  |            |
| 2018      | Romeinse paal                 |                | Spoorlaan / Rijksstraatweg                           | Zwammerdam | metaal          |            |
|           | Zwaan (wapen van Zwamerdam)   |                | Verloostraat / Molenstraat                           | Zwammerdam | beton en steen  |            |